# The Company You Keep
The Company You Keep is een Amerikaanse thriller uit 2012, geregisseerd door Robert Redford.

## Verhaal
Jim Grant is een voormalige anti-Vietnamoorlogstrijder van de Weather Underground die gezocht wordt voor een bankoverval en moord. Hij is pas weduwnaar en alleenstaande vader. Al meer dan dertig jaar leeft hij ondergedoken voor de FBI, als advocaat in Albany in de Amerikaanse staat New York. Wanneer zijn ware identiteit wordt onthuld door Ben Shepard, een jonge verslaggever, slaat hij op de vlucht. Om zijn naam te zuiveren moet Jim, voordat de FBI hem te pakken krijgt, zijn ex-geliefde Mimi vinden: de enige persoon die zijn onschuld kan bewijzen. Anders verliest hij alles, inclusief zijn elfjarige dochter Isabel. Terwijl Ben worstelt met ethische kwesties als journalist, worden Jim en zijn oude vrienden van de Weather Underground geconfronteerd met de gevolgen van hun radicale verleden.

## Rolverdeling
- Robert Redford als Jim Grant/Nick Sloan
- Shia LaBeouf als Ben Shepard
- Julie Christie als Mimi Luried
- Susan Sarandon als Sharon Solarz
- Jackie Evancho als Isabel Grant
- Brendan Gleeson als Henry Osborne
- Brit Marling als Rebecca Osborne
- Anna Kendrick als Diana
- Terrence Howard als Cornelius
- Richard Jenkins als Jed Lewis
- Nick Nolte als Donal Fitzgerald
- Chris Cooper als Daniel Sloan
- Sam Elliott als Mac Mcleod
- Stephen Root als Billy Cusimano
- Stanley Tucci als Ray Fuller

## Release en ontvangst
The Company You Keep ging op 6 september 2012 in premiere op het Filmfestival van Venetië. De film ontving gemengde recensies en heeft een score van 54% op Rotten Tomatoes, een website die recensies van filmcritici verzamelt en in een percentage weergeeft hoeveel critici de film positief beoordelen. Daarnaast behaalde de film een score van 57 op Metacritic, een website die recensies samenvoegt en op basis daarvan een gewogen gemiddelde berekent op een schaal van 0 tot 100. De film had een internationale bioscoopopbrengst van 20 miljoen dollar.